# Yerri
Yerri (baszkul: Deierri) település Spanyolországban, Navarra autonóm közösségben. Yerri Allín, Abárzuza, Lezaun, Estella-Lizarra, Villatuerta, Cirauqui és Guesálaz községekkel határos. Lakosainak száma 1566 fő (2024).

## Népesség
A település népessége az elmúlt években az alábbi módon változott:
| Lakosok száma | 1403 | 1516 | 1560 | 1548 | 1525 | 1517 | 1513 | 1506 | 1568 | 1566 |
|               | 2001 | 2004 | 2007 | 2009 | 2012 | 2014 | 2017 | 2019 | 2022 | 2024 |